# Abbaye de Colonges

L'abbaye de Colonges était un monastère de religieuses cisterciennes fondé en 1142 sur la commune de Broye-les-Loups-et-Verfontaine en Haute-Saône. En 2002 l'établissement est un centre équestre.

## Localisation
L’abbaye était située au lieu-dit le Grand Colonge sur la  commune de Broye-les-Loups-et-Verfontaine en Haute-Saône.

## Histoire

### La fondation
Fondée en 1142, l’abbaye connaît des perturbations liées aux conflits qui agitent la région. Le village de Broye-les-Loups, rasé en 1360 par les troupes anglaises, est un temps totalement abandonné et, en 1446, alors qu'ils en entreprennent la reconstruction, les Hospitaliers de La Romagne décrivent « la place de Broye ruinée et en désert ». 
Cependant l’abbaye semble suffisamment établie pour pouvoir accueillir, en 1393, Jeanne de Frétigney, dernière abbesse de Montarlot lors de la dévolution des biens de ce monastère à celui de Bellevaux.

### La disparition
En 1622, pour échapper aux exactions des troupes protestantes, l'abbaye doit fusionner avec Notre-Dame d'Ounans qu'elle rejoint à l'abri des murs de Dole où celle-ci, réfugiée depuis 1595, y a déjà été rejointe par celle de Corcelles en 1609. Au XVIIe siècle ce sont donc trois anciens monastères cisterciens féminins de Haute-Saône qui se trouvent regroupés intra-muros dans la ville de Dole.

## Description et architecture
Les parties restantes de l’abbaye sont intégrées aujourd’hui à un centre équestre qui en a conservé quelques vestiges dont un portail roman et deux statues du XIIe siècle de saint Bernard et de saint Denis.

## Filiation
Colonge est fille de l’abbaye de Tart.

## Liste des abbesses
Deux noms nous sont parvenus :
- Isabelle de Germigney 1396 ;
- Jeanne de Frétigney après son départ de Montarlot.